# Creator's File
Creator's File（クリエイターズ・ファイル）は、2007年～2008年まで存在した日本のゲイ向けアダルトビデオレーベルであり、旧作のREMIX版専用のゲイビデオの制作・販売を行っていた。元々のメーカーはTOP ATHLETE（2002～2009年,新作の制作は2003年まで）から完全独立して立ち上げられたデスペラード（Desperado）（2003～2004年）といったが、その後社名はパピヨン（Papillon）（2005年8月～2007年1月発売作品）、ローゼンクラップ（Rosenkrap）（2007年4月発売作品から現在）と移り変わっている。Creator's FileはRosenkrap時代にREMIX版専用レーベルとして設立されている。

## 概要
ノンケ・青年・カッコイイ・アスリート・体育会・お兄系など、幅広いジャンルのゲイビデオ作品がある。主なシリーズに「クールスター 序章」や「アスリートカレッジ 序章」、「ノンケ芸能人裏バイト INSIDE 」がある。

## 主なシリーズ
- クールスター 序章
- アスリートカレッジ 序章
- ノンケ芸能人裏バイト INSIDE